# Långmarktjärnen (Borgvattnets socken, Jämtland)
Långmarktjärnen är en sjö i Ragunda kommun i Jämtland och ingår i Ångermanälvens huvudavrinningsområde.